# Gaochang (Turpan)

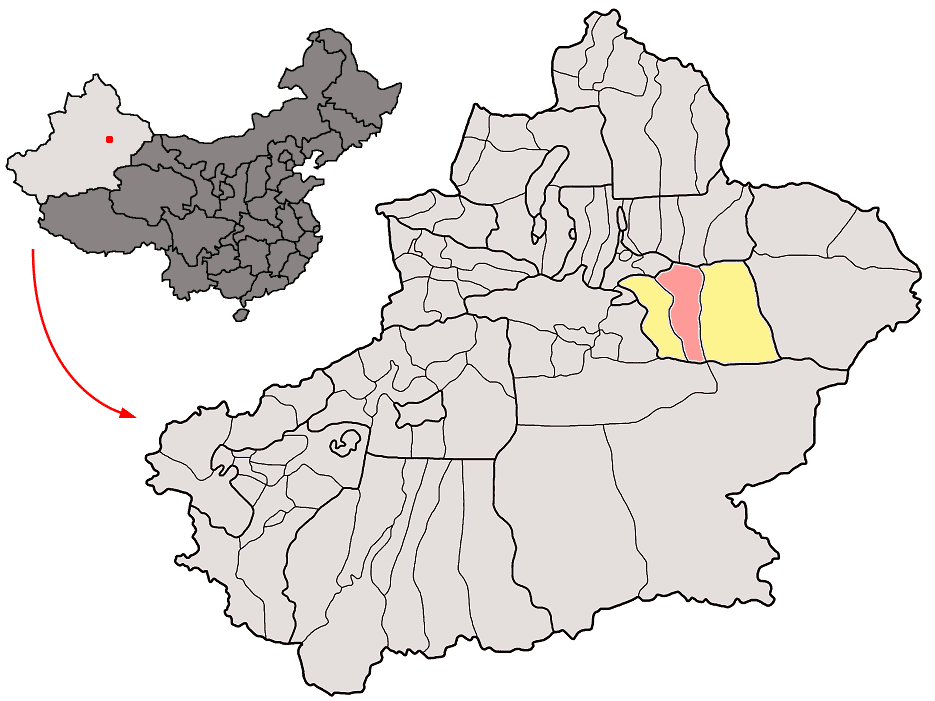
Lage des Stadtbezirks Gaochang (rosa) in der Stadt Turpan (gelb)

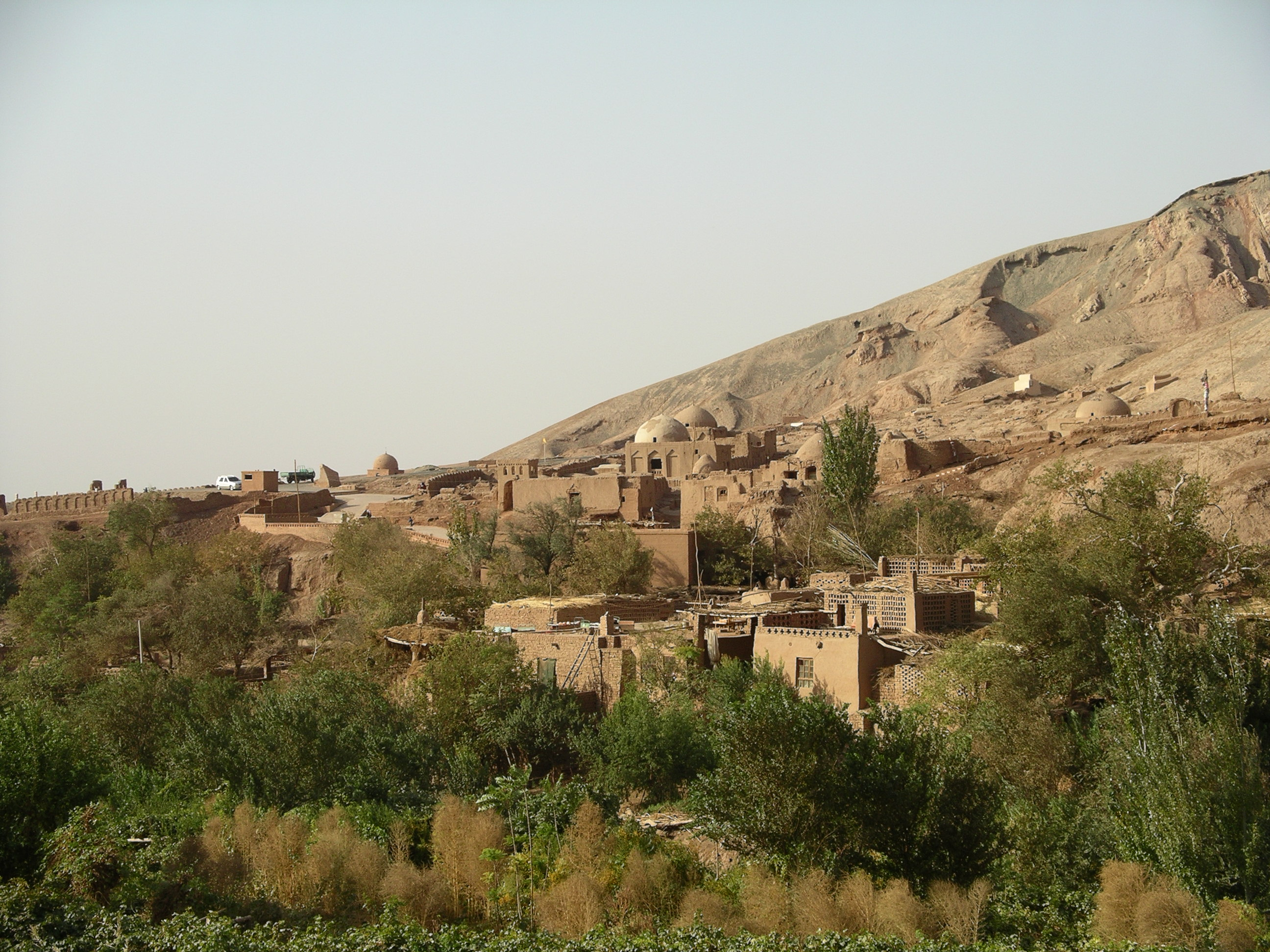
Blick auf das Dorf Tuyoq

Gaochang (uigurisch قاراھوجا رايونى Ⱪaraⱨoja Rayoni; chinesisch 高昌区, Pinyin Gāochāng Qū) ist ein Stadtbezirk der bezirksfreien Stadt Turpan im Uigurischen Autonomen Gebiet Xinjiang der Volksrepublik China. Gaochang liegt an der nördlichen Route der Seidenstraße. Der Stadtbezirk hat eine Fläche von 13.690 km² (nach eigenen Angaben: 15.738 km²) und 273.385 Einwohner (Stand: Zensus 2010).

## Administrative Gliederung
Auf Gemeindeebene setzt sich Gaochang aus drei Straßenvierteln, fünf Großgemeinden und vier Gemeinden zusammen. Diese sind:
- Straßenviertel Gaochang 高昌街道
- Straßenviertel Laocheng 老城街道
- Straßenviertel Putaogou 葡萄沟街道
- Großgemeinde Daheyan 大河沿镇
- Großgemeinde Qiquanhu 七泉湖镇
- Großgemeinde Aydingkol 艾丁湖镇
- Großgemeinde Yar (Ya’er) 亚尔镇
- Großgemeinde Putao 葡萄镇
- Gemeinde Erpu 二堡乡
- Gemeinde Qatkal 恰特喀勒乡
- Gemeinde Sanpu 三堡乡 (siehe auch Astana-Gräber und Kocho (Gaochang))
- Gemeinde Singgim 胜金乡

## Geographie
Der Stadtbezirk Gaochang befindet sich am Nordrand der Turpan-Senke. Die Senke liegt an ihrer tiefsten Stelle, dem Ufer des Aydingkol-Sees, bei 154,5 m unter dem Meeresspiegel.

## Ethnische Gliederung der Bevölkerung Gaochangs (2000)
Beim Zensus im Jahr 2000 wurden in Gaochang 251.652 Einwohner gezählt (Bevölkerungsdichte 15,99 Einwohner/km²).
| Name des Volkes | Einwohner | Anteil  |
| --------------- | --------- | ------- |
| Uiguren         | 177.106   | 70,38 % |
| Han             | 55.238    | 21,95 % |
| Hui             | 18.482    | 7,34 %  |
| Tujia           | 182       | 0,07 %  |
| Mandschu        | 132       | 0,05 %  |
| Tu              | 98        | 0,04 %  |
| Mongolen        | 77        | 0,03 %  |
| Tibeter         | 70        | 0,03 %  |
| Kasachen        | 56        | 0,02 %  |
| Miao            | 45        | 0,02 %  |
| Russen          | 33        | 0,01 %  |
| Zhuang          | 31        | 0,01 %  |
| Dongxiang       | 30        | 0,01 %  |
| Sonstige        | 72        | 0,03 %  |

## Klima
Kontinentalklima mit extrem heißen Sommern und kalten Wintern, der Jahresniederschlag beträgt nur 16 mm. Bedingt durch die Kessellage wehen häufig sehr starke Winde. Gaochang ist der heißeste Ort Chinas, die Durchschnittstemperatur liegt an den heißesten Tagen bei etwa 36–39 °C, die Temperaturen tags liegen dabei über 43 Grad Celsius. In der Nacht ist es im Sommer selten kühler als 25 °C.

## Wirtschaft
Die Oase wird durch jahrhundertealte, unterirdische Kanäle (Qanate), die Schmelzwasser aus dem ca. 70 km entfernten Hochgebirge des Tian Shan herbeiführen, bewässert. Die Anfänge dieses Bewässerungssystems gehen bis in die Antike zurück. Angebaut werden vor allem Melonen, sowie Trauben, die zu Rosinen getrocknet werden. Da die Bevölkerung überwiegend muslimisch ist, werden die Trauben nur zu einem geringen Anteil zu Wein verarbeitet.

## Sehenswürdigkeiten
- malerische, von Rebenspalieren beschattete Wege;
- das Emin-Minarett, das um 1776 aus ungebranntem Lehm erbaut wurde.
- im August steht das Weintraubenfest im Mittelpunkt. Wein und kernlose Weintrauben werden verkauft und in den dafür erbauten Trockenhäusern außerhalb Turpans werden Weintrauben zum Trocknen aufgehängt. Nach 20 Tagen sind in der trockenen Luft aus 50 Tonnen Weintrauben ca. 5 Tonnen Rosinen geworden.
- die Ruinen der alten Stadt Kocho
- die Tausend-Buddha-Höhlen von Bäzäklik unweit der Flammenden Berge
- die Astana-Gräber